# Costa dels Amunts
Costa dels Amunts este o arie protejată (sit de importanță comunitară — SCI, arie de protecție specială avifaunistică — SPA) din Spania întinsă pe o suprafață de 685,66 ha, integral pe uscat.

## Localizare
Centrul sitului Costa dels Amunts este situat la coordonatele 39°03′43″N 1°21′08″E / 39.062°N 1.3521°E.

## Înființare
Situl Costa dels Amunts a fost declarat arie de protecție specială avifaunistică în martie 2006 pentru a proteja 5 specii de plante și 13 specii de animale. Situl a fost protejat și ca sit de importanță comunitară în iulie 2000.

## Biodiversitate
Situată în ecoregiunea mediteraneană, aria protejată conține 7 habitate naturale: Faleze cu vegetație de Limonium spp. endemic de pe coastele mediteraneene, Pseudostepă cu ierburi și specii anuale de Thero-Brachypodietea, Pante stâncoase calcaroase cu vegetație casmofită, Tufărișuri termo-mediteraneene și de pre-deșert, Izvoare petrifiante cu formare de travertin (Cratoneurion), Pajiști carstice calcaroase sau bazofile, de Alysso-Sedion albi, Pășuni mediteraneene udate de apa mării (Juncetalia maritimi).
La baza desemnării sitului se află mai multe specii protejate:
- plante (5): Allium grosii, Euphorbia margalidiana, Genista dorycnifolia, Petalophyllum ralfsii, Silene hifacensis
- păsări (12): pasărea ogorului (Burhinus oedicnemus), ciocârlie-cu-degete-scurte (Calandrella brachydactyla), Calonectris diomedea, caprimulg (Caprimulgus europaeus), Falco eleonorae, șoim călător (Falco peregrinus), Galerida theklae, Hydrobates pelagicus, Larus audouinii, Phalacrocorax aristotelis desmarestii, turturică (Streptopelia turtur), Sylvia sarda
- reptile (1): Podarcis pityusensis